# Debrecen
Debrecen [ˈdɛbrɛt͡sɛn] ⓘ (deutsch Debrezin) ist eine ungarische Stadt mit Komitatsrecht im gleichnamigen Kreis und Sitz des Komitats Hajdú-Bihar. Sie liegt im östlichen Teil Ungarns, etwa 30 Kilometer westlich der Grenze zu Rumänien.
Die Fläche Debrecens beträgt 46.166 Hektar, die Einwohnerzahl 200.974 (2021); damit ist Debrecen die zweitgrößte Stadt Ungarns. Die Einwohner Debrecens bezeichnen sich noch heute mit dem mittelalterlichen Begriff „Civis“. 2016 wurde Debrecen der Ehrentitel „Reformationsstadt Europas“ durch die Gemeinschaft Evangelischer Kirchen in Europa verliehen.

## Geschichte
Die Stadt kam durch die Vereinigung mehrerer Siedlungen zustande und wurde 1235 im Váradi Regestrum als Debrezun erstmals erwähnt.

### Debrecen wird Marktstadt
1361 verlieh König Ludwig der Große (Nagy Lajos) den Bürgern der Stadt das Privileg einer Marktstadt (Mezőváros) mit einem Wahlrecht für eine eigene Gerichtsbarkeit und einen Stadtrat. Dies führte zu einem Wirtschaftswachstum, womit die Stadt im 16. Jahrhundert ein Handelszentrum wurde, das mit Wien, Polen und Schlesien handelte. Haupteinnahmequelle waren Rinderhandel, Tierzucht und Handwerk. Trotz der florierenden Wirtschaft waren die Gebäude einfach, die Straßen kaum befestigt. Bis ins 19. Jahrhundert waren mehrstöckige Gebäude selten. Zwischen 1450 und 1507 war Debrecen Sitz der Adelsfamilie Hunyadi.

### Reformation und osmanische Herrschaft
Die Offenheit der Stadt gestattete eine rasche und frühe Ansiedelung von Protestanten und Calvinisten, weshalb Debrecen unter dem reformierten Bischof Péter Juhász Méliusz (ca. 1536–1572) bald als das calvinistische Rom bezeichnet wurde und bis heute das Zentrum des Calvinismus in Ungarn blieb. Die Bewohner der Stadt waren zu jener Zeit in der Mehrheit Magyaren und konvertierten im 16. Jahrhundert zum calvinistischen Glauben. Die Reformation war dort dermaßen radikal, dass die Katholiken sämtliche Kirchen verloren. Ab 1552 durften sich nur noch Calvinisten in der Stadt niederlassen.
1555 wurde Debrecen vom osmanischen Reich erobert. Die Stadt erkaufte sich ihre Selbständigkeit durch Tributzahlungen. Während der osmanischen Besatzung gab es dennoch immer wieder Probleme, da sich Debrecen an der Grenze zwischen den osmanischen, habsburgischen und siebenbürgischen Teilen Ungarns befand. Durch ihr diplomatisches Können zogen die Bewohner sowohl vom Osmanischen Reich als auch von den europäischen katholischen Herrschern und dem Fürsten von Siebenbürgen Franz II. Rákóczi Nutzen.
1693 verlieh König Leopold I. der Stadt das Privilegium einer Freien Stadt. 1715 kam die Katholische Kirche zurück in die Stadt. Piaristen errichteten die St.-Anna-Kirche. Debrecen war damals ein agrarisches, wirtschaftliches, kulturelles und geisteswissenschaftliches Zentrum. Das Calvinistische Kollegium, der Vorgänger der Universität Debrecen, hatte zahlreiche bekannte Studenten.

### Freiheitskampf 1848 bis 1849
Während der Ungarischen Revolution 1848 bis 1849 wurde der ungarische Landtag ins sicherere Debrecen verlegt, wo er im Reformierten Kollegium (Református Kollégium) und in der Großen Reformierten Kirche tagte. In Debrecen verkündete Lajos Kossuth am 14. April 1849 die Entthronung der Habsburger.

### Industrielle Revolution
In der Doppelmonarchie kam es durch den Bau der Eisenbahnlinie 1857 von Pest nach Debrecen zu einem industriellen Aufschwung. Damals wurde die Schule für Bodenkultur sowie die Agrarhochschule eröffnet, Mühlen, Zucker-, Ziegel- und Tabakfabriken sowie Gaswerke erbaut, Banken und andere Dienstleister siedelten sich in der Stadt an. 1865 wurde das heutige Csokonai-Theater (Csokonai Színház), benannt nach Mihály Csokonai Vitéz, eröffnet. Krankenhäuser, Schulen, Kasernen und Kirchen wurden errichtet. Langsam bekam das ein städtisches Aussehen, nachdem das Hotel Aranybika sowie das Komitatshaus und das Rathaus gebaut wurden. Im Stadtwald (Nagyerdő), wo sich heute die Universität befindet, fand man 1823 Thermalwasser, welches man im neu errichteten Heilbad Vigadó verwendete. Mit der Jahrhundertwende vom 19. zum 20. Jahrhundert nahm die Bildung durch die Neugründung der Universität Debrecen einen Aufschwung. 1884 nahm die noch heute bestehende Straßenbahnlinie ihren Dienst auf.

### 20. Jahrhundert
Mit dem Ende des Ersten Weltkrieges kam es zum Aufruhr, bedingt durch die rumänische Besatzung. Die Krise brachte die Stadt dazu, mehr auf Tourismus zu setzen, der in der Zwischenkriegszeit einen Aufschwung erfuhr. Es entstand im Umfeld der Universität und der Klinik innerhalb des Stadtwaldes (Nagyerdő = Großer Wald) ein Zentrum für Erholung, Sport und Bildung. Die 1927 gegründete Sommeruniversität bot ein Programm für Allgemeinbildung, Weiterbildung und Sprachbildung an, kombiniert mit Erholung und einem Freizeit- und Sportprogramm. Es entstanden ein überdachtes Schwimmbad, Ungarns erstes Sportstadion sowie der Zentralfriedhof. Die Nähe zum Reiseziel Puszta in Hortobágy brachte viele Besucher. 1944 war Debrecen zum zweiten Mal für eine kurze Zeit Hauptstadt und Regierungssitz von Ungarn, als sich hier am Ende des Zweiten Weltkrieges die provisorische Nationalversammlung konstituierte. Im selben Jahr startete die Rote Armee eine Offensive in Richtung Budapest, die Debrecener Operation.
Durch das Bombardement im Zweiten Weltkrieg wurden etwa 70 Prozent der Häuser in Mitleidenschaft gezogen. Mehr als die Hälfte der Gebäude wurden zerstört.

## Bevölkerung
Die Bevölkerung ist evangelisch-reformiert (calvinistisch), im Gegensatz zum Rest von Ungarn, der überwiegend katholisch geprägt ist. Die von den Habsburgern initiierte Gegenreformation erreichte Debrecen nicht, da es damals Teil des osmanischen Reiches war. Obwohl die Religion in der Zeit des Sozialismus stark an Bedeutung verloren hat, lebt dieser Unterschied im Selbstbild der Debrecener Bürger fort.
| Jahr | Einwohnerzahl |
| ---- | ------------- |
| 1980 | 198.195       |
| 1990 | 212.235       |
| 2001 | 211.034       |
| 2011 | 211.320       |
| 2017 | 201.981       |
| 2024 | 201.704       |

## Bildung und Universitäten

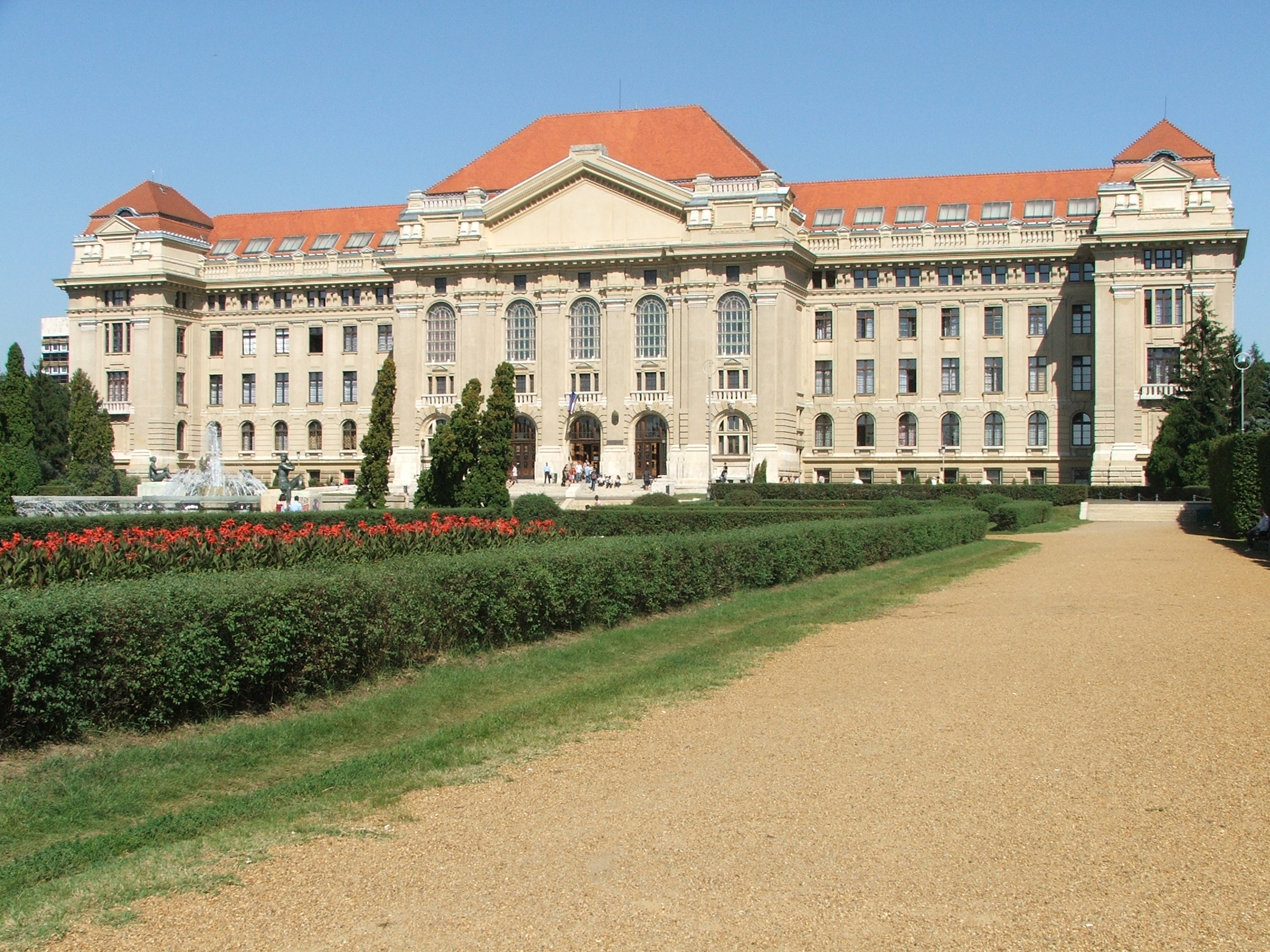
Universität Debrecen (Hauptgebäude)

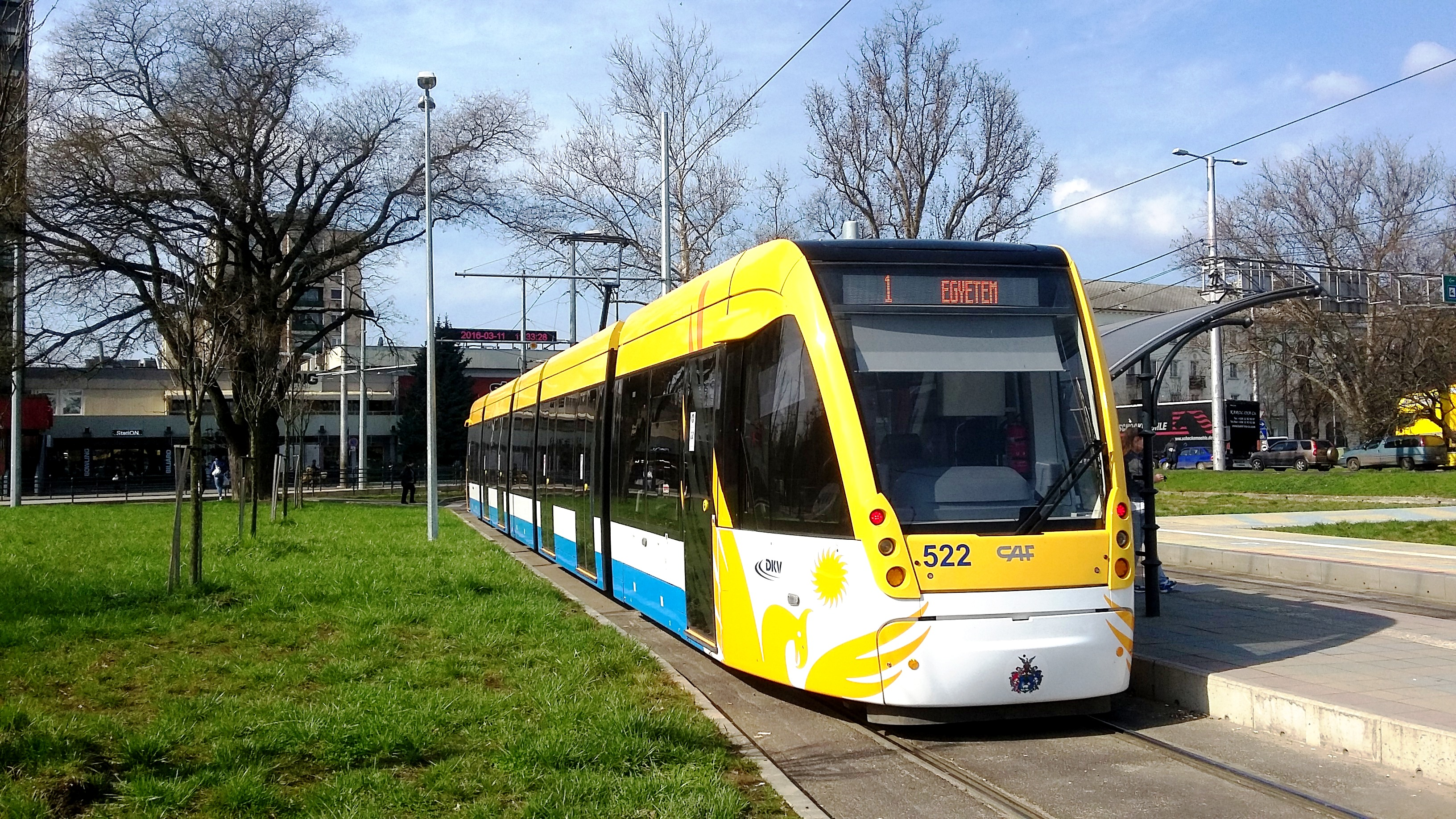
Linie 1

Debrecen ist eine Universitätsstadt, in der etwa 30.000 Studenten an der Universität Debrecen immatrikuliert sind. Diese entstand im Jahr 2000 aus vier Vorgängerhochschulen, darunter die Lajos-Kossuth-Universität. Neben der Geisteswissenschaftlichen gibt es an größeren Einrichtungen die Technische, die Agrarwissenschaftliche, die Wirtschaftswissenschaftliche und die Medizinische Fakultät. Die Universität ist über Ungarns Grenzen hinaus bekannt. Die Medizinische Fakultät ist mit ihrem großen Klinikbereich und ihrem Ruf von besonderer Bedeutung und zieht jährlich über 600 ausländische Medizinstudenten an.
Besonders im Sommer und im Winter werden Ungarisch-Intensivkurse unter der Bezeichnung Sommeruniversität (Nyári Egyetem) abgehalten.

## Verkehr
- Autobahn: M35 von Budapest nach Debrecen.
- Hauptstraße: In Debrecen enden die Hauptstraßen 47 und 35.
- Eisenbahn: Intercitys und Schnellzüge von/nach Budapest, Miskolc, Nyíregyháza u. a. sowie die Bahnstrecke Debrecen–Nagykereki und Bahnstrecke Debrecen–Füzesabony.
- Flughafen: Der Flughafen Debrecen bietet diverse internationale Charter-Destinationen. Von der ungarischen Fluggesellschaft Wizz Air werden ab Juni 2012 reguläre Linienflüge zum Flughafen London-Luton und seit Dezember 2012 nach Eindhoven und zum Flughafen Mailand-Malpensa angeboten. Seit April 2016 führt die Lufthansa dreimal wöchentlich einen Linienflug von/nach München mit einem Jet vom Typ Bombardier CRJ900 durch. Früher gab es Linienflüge nach Budapest.
- Straßenbahn: Debrecen ist eine von vier ungarischen Städten, in denen eine Straßenbahn verkehrt. Debrecen hat heute zwei Straßenbahnlinien. Linie 1 verkehrt zwischen dem Hauptbahnhof (Nagyállomás) und der Universität (Egyetem). Linie 2 verbindet den Hauptbahnhof (Nagyállomás) und die Doberdó Straße, sie wurde im Jahr 2014 eröffnet.

## Wirtschaft
Die Entwicklung von Debrecen wird hauptsächlich von Agrar-, Gesundheits- und Bildungsunternehmen finanziert. Die Stadt ist das wichtigste Einkaufszentrum in Ostungarn. Das Forum Debrecen ist das größte Einkaufszentrum der Region. Debrecen ist eine der am weitesten entwickelten Städte in Ungarn, das regionale Zentrum internationaler Unternehmen wie Krones AG, National Instruments, CATL, IT Services Hungary, BT, Vitesco Technologies, BMW und Healthcare Manufacturers (Teva Pharmaceutical Industries Ltd. und Gedeon Richter Plc.).

## Kultur

### Museen
- Déri-Museum
- Református Kollégium Múzeum
- Debreceni Irodalom Háza és Medgyessy Ferenc Emlékkiállítás Museum zur Erinnerung an den ungarischen Künstler Ferenc Medgyessy
- MODEM – Centre for Modern and Contemporary Arts Museum für Moderne Kunst

### Festivals und Veranstaltungen

#### Blumenkarneval

Große Reformierte Kirche Debrecen aus Blumen, anlässlich des Blumenfestes am Stephanstag

Jedes Jahr findet am ungarischen Nationalfeiertag (20. August) der Blumenkarneval (ung. Virágkarnevál) statt. Neben einem großen Umzug mit blumengeschmückten Wagen, Aufbauten und Gebäuden gibt es ein kulturelles Rahmenprogramm. Dieses Fest ist über die Landesgrenzen hinweg bekannt und zieht jährlich Tausende von Gästen an.

#### Truthahntage
Debrecen ist berühmt für seine Truthühner bzw. deren Zucht, welche auch in Gedichten gefeiert werden. Zu Ehren der Truthähne veranstaltet Debrecen im Juni die Truthahntage (ung. Pulykanapok), ein mehrtägiges Straßenfest, bei dem Truthahnspezialitäten auf der Straße zubereitet werden und Volkstanz sowie Musik dargeboten werden.

#### Kölcsey-Frühlingsfestival
Im Frühjahr finden alljährlich kulturelle Veranstaltungen wie Konzerte, Theater- und Opernaufführungen, Lesungen und Ausstellungen im Rahmen des Kölcsey-Frühlings (ung. Kölcsey Tavasz) statt. Namensgeber ist der in Debrecen wirkende Literat Ferenc Kölcsey.

### Sport
Bekannte Sportvereine aus Debrecen sind der Debreceni EAC, Debreceni Vasutas SC (DVSC; Fußball) sowie der Tollaslabda Club Debrecen (Badminton).
Debrecen ist neben Miskolc und Szeged eine der drei ungarischen Speedway-Hochburgen. Auf der Speedwaybahn in Debrecen wurden Qualifikationsläufe zur Weltmeisterschaft ausgetragen.

### Trivia
Die Debrecziner Wurst ist nach der Stadt benannt, obwohl sie nicht aus Debrecen stammt.

## Religion
Am 22. Mai 2009 kamen Abgesandte von Ungarisch-reformierten Gemeinden aus Ungarn, Rumänien, der Slowakei, der Ukraine, Serbien, Kroatien und Slowenien in der Großen Reformierten Kirche Debrecen zusammen, um eine gemeinsame Synode unter dem Namen Reformierte Kirche in Ungarn zu gründen.

## Sehenswürdigkeiten
Debrecen ist ein touristisches Zentrum im Osten Ungarns.
Besondere Sehenswürdigkeiten sind:
- Große Reformierte Kirche Debrecen: Wahrzeichen Debrecens aus dem Jahre 1819, größte calvinistische Kirche Ungarns
- Reformiertes Kollegium: Barockgebäude aus dem Jahr 1568, 1802 bei einem Stadtbrand beschädigt, bis 1816 im klassizistischen Stil umgebaut
- Déri-Museum: Kunst- und Volkskundemuseum
- Kleine Reformierte Kirche: 1726 entstandener und 1870 umgebauter Barockbau
- St.-Anna-Kirche: katholische Kirche, 1746 fertiggestellt, ehemaliges Piaristen-Ordenshaus
- Csokonai Színház (Theater und Oper), erbaut 1861–1865
- Altes Komitatshaus
- Universität Debrecen mit ihrem architektonisch interessanten Hauptgebäude
- Orthodoxe Synagoge, erbaut 1894
- Der "Froschsee" (Békástó) im Stadtpark ist ein beliebtes Naherholungsgebiet und im Sommer auch ein Kulturzentrum mit Freiluftbühne

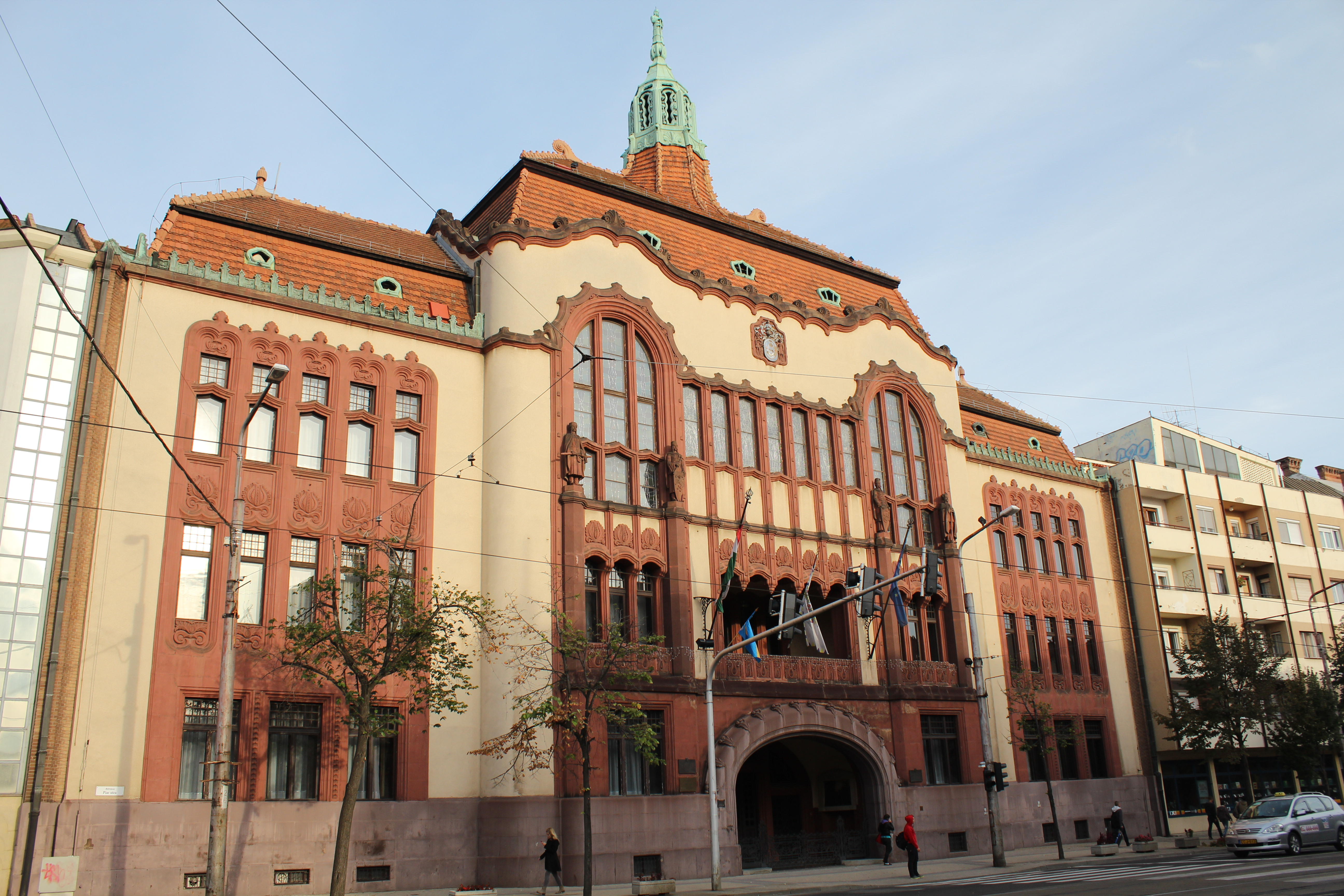
Altes Komitatshaus Debrecen
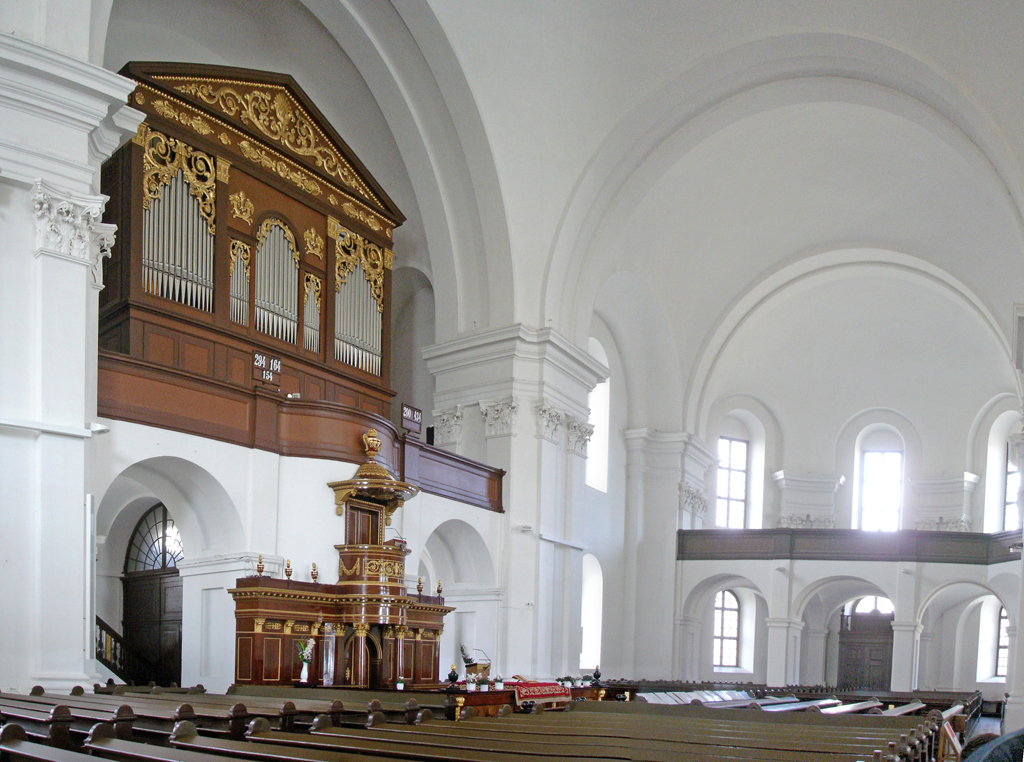
Große Reformierte Kirche
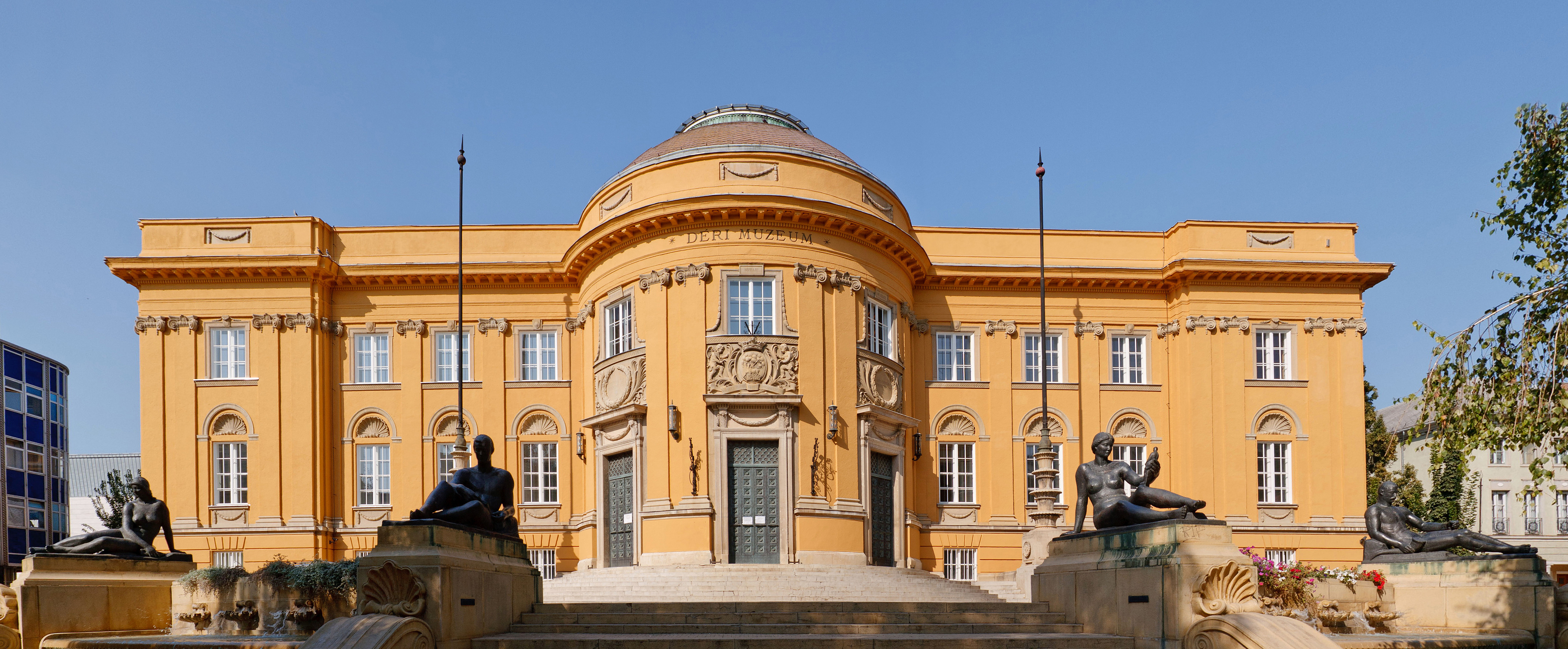
Déri-Museum
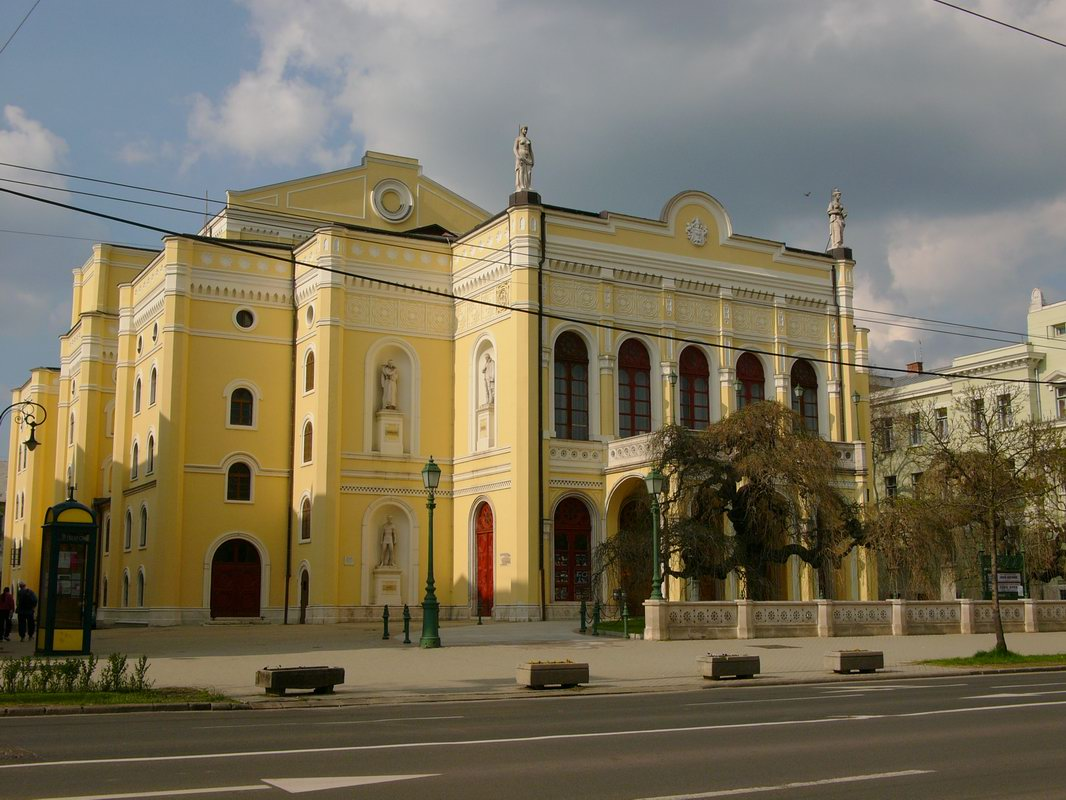
Csokonai-Theater
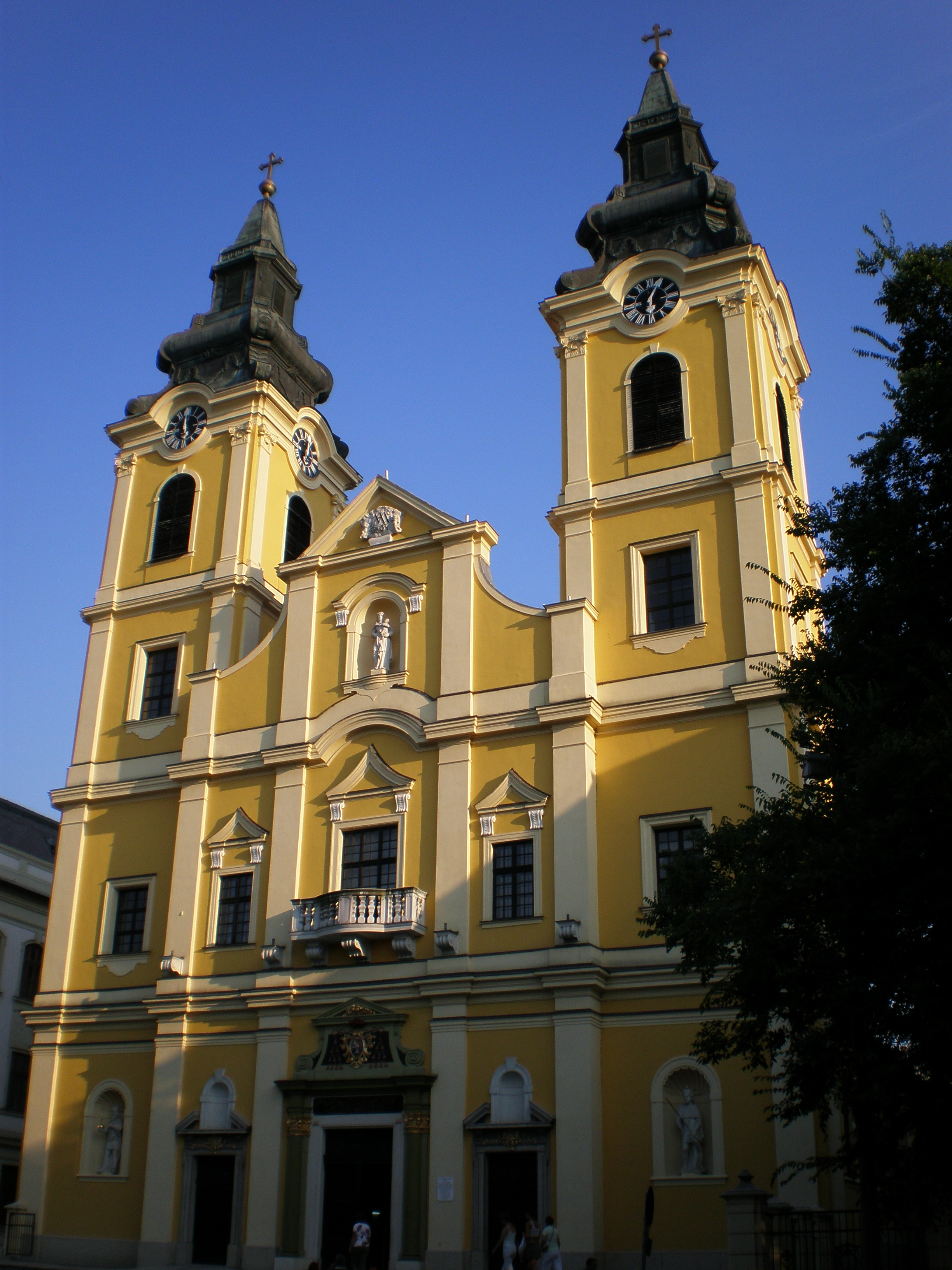
St.-Anna-Kirche
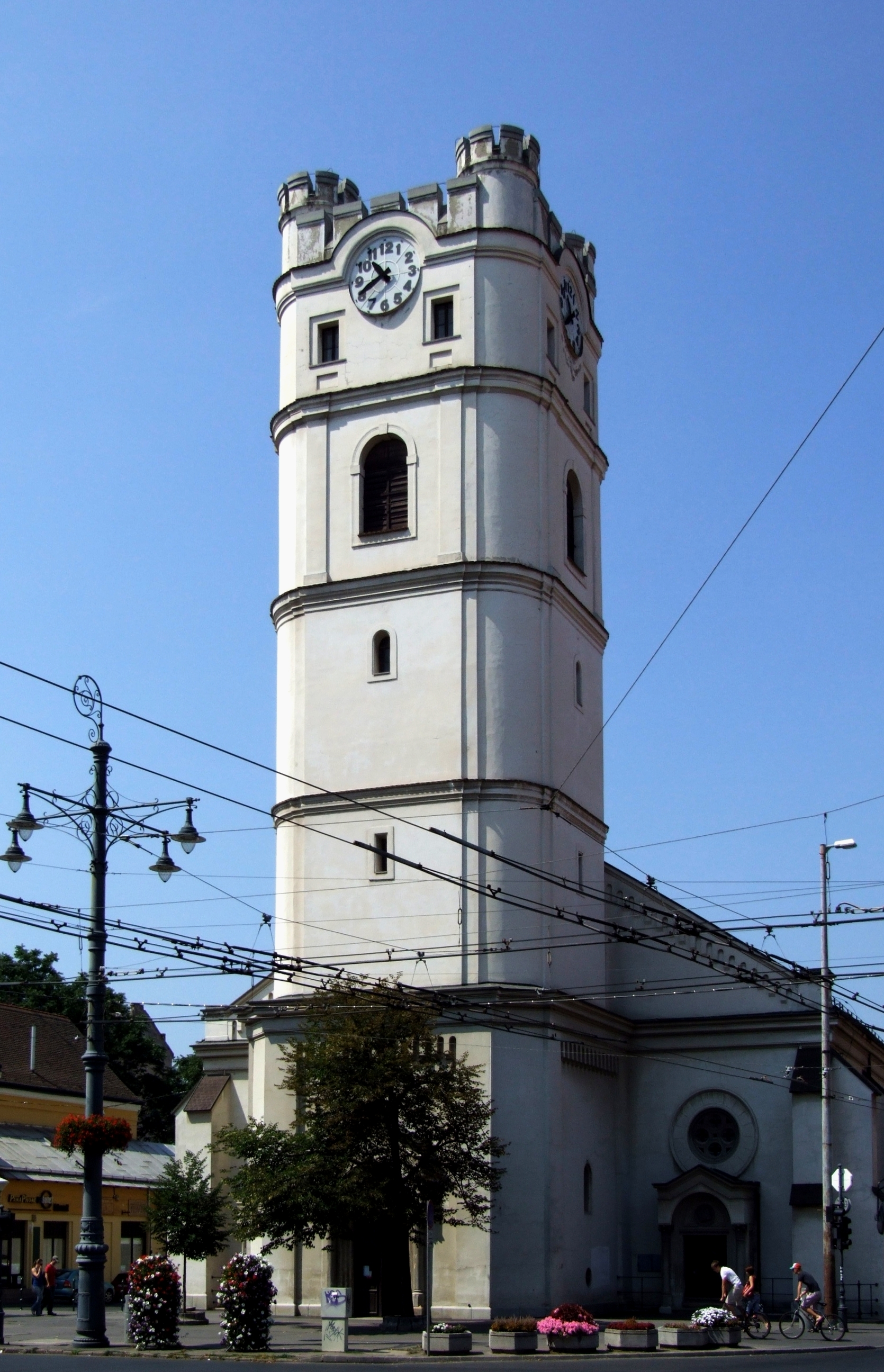
Kleine reformierte Kirche

Hinzu kommen in der Umgebung:
- Der Nationalpark Hortobágy
- Die Stadt Hajdúszoboszló mit den weltberühmten Heilbädern.
- Der Theiß-See
- Die Weinregion Tokaj

## Städtepartnerschaften

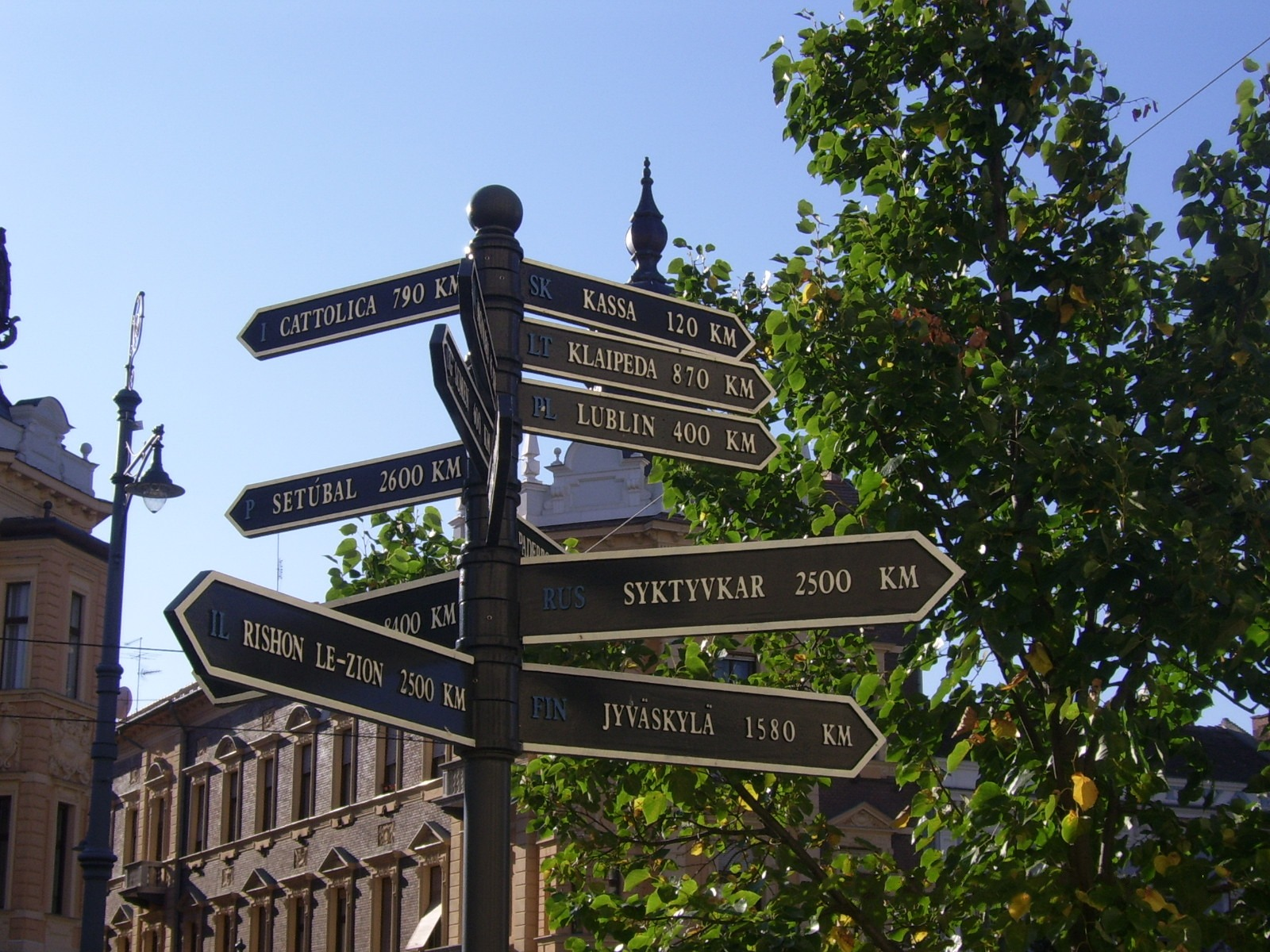
Wegweiser zu den Partnerstädten von Debrecen

Debrecen unterhält Partnerschaften mit folgenden Städten:
| Stadt                                   | Land                    | seit |
| --------------------------------------- | ----------------------- | ---- |
| Brünn                                   | Tschechien              | 2017 |
| Cattolica                               | Italien                 | 1998 |
| Jyväskylä                               | Finnland                | 1970 |
| Klaipėda                                | Litauen                 | 1989 |
| Limerick                                | Irland                  | 2007 |
| Lublin                                  | Polen                   | 1995 |
| Nordöstlicher Verwaltungsbezirk, Moskau | Russland                | 2018 |
| New Brunswick                           | Vereinigte Staaten      | 1990 |
| Oradea                                  | Rumänien                | 1992 |
| Paderborn                               | Deutschland             | 1994 |
| Patras                                  | Griechenland            |      |
| Rischon LeZion                          | Israel                  | 1996 |
| Sankt Petersburg                        | Russland                | 2003 |
| Schumen                                 | Bulgarien               |      |
| Setúbal                                 | Portugal                | 2000 |
| Syktywkar                               | Russland                | 1992 |
| Taitung                                 | Republik China (Taiwan) | 1995 |
| Toluca de Lerdo                         | Mexiko                  | 2015 |
| Tongliao                                | Volksrepublik China     | 2008 |

## Klimatabelle
|                       | Jan  | Feb  | Mär  | Apr  | Mai  | Jun  | Jul  | Aug  | Sep  | Okt  | Nov | Dez  |   |      |
| Mittl. Tagesmax. (°C) | 0,6  | 4,1  | 10,4 | 16,6 | 21,7 | 24,6 | 26,5 | 26,1 | 22,4 | 16,5 | 8,5 | 2,6  | ⌀ | 15,1 |
| Mittl. Tagesmin. (°C) | −5,5 | −3,0 | 0,6  | 5,4  | 10,1 | 13,1 | 14,4 | 13,7 | 10,3 | 5,3  | 1,3 | −2,8 | ⌀ | 5,3  |
|                       |      |      |      |      |      |      |      |      |      |      |     |      |   |      |
| Niederschlag (mm)     | 37   | 30   | 34   | 42   | 59   | 80   | 65   | 61   | 38   | 31   | 45  | 44   | Σ | 566  |
|                       |      |      |      |      |      |      |      |      |      |      |     |      |   |      |
| Sonnenstunden (h/d)   | 1,8  | 2,9  | 4,7  | 6,4  | 7,7  | 8,3  | 9,1  | 8,4  | 6,7  | 5,2  | 2,3 | 1,5  | ⌀ | 5,4  |
|                       |      |      |      |      |      |      |      |      |      |      |     |      |   |      |
| Regentage (d)         | 8    | 6    | 7    | 8    | 9    | 10   | 8    | 7    | 5    | 5    | 8   | 8    | Σ | 89   |
|                       |      |      |      |      |      |      |      |      |      |      |     |      |   |      |
| Luftfeuchtigkeit (%)  | 87   | 83   | 76   | 70   | 69   | 71   | 69   | 71   | 74   | 78   | 85  | 88   | ⌀ | 76,7 |

| −5,5 |

| −3,0 |

| 0,6 |

| 5,4 |

| 10,1 |

| 13,1 |

| 14,4 |

| 13,7 |

| 10,3 |

| 5,3 |

| 1,3 |

| −2,8 |

| −5,5 |

| −3,0 |

| 0,6 |

| 5,4 |

| 10,1 |

| 13,1 |

| 14,4 |

| 13,7 |

| 10,3 |

| 5,3 |

| 1,3 |

| −2,8 |